# Суханов, Сергей Кондратьевич
Сергей Кондратьевич Суханов (18.09.1912 — 1988) — командир миномётного расчёта 207-го гвардейского Краснознаменного ордена Суворова стрелкового полка (70-я гвардейская Глуховская ордена Ленина дважды Краснознаменная орденов Суворова и Богдана Хмельницкого стрелковая дивизия, 101-й Львовский ордена Суворова стрелковый корпус, 38-я армия, 4-й Украинский фронт), гвардии старший сержант, участник Великой Отечественной войны, кавалер ордена Славы трёх степеней.

## Биография
Родился 18 сентября 1912 года в селе Казачинское ныне Казачинско-Ленского района Иркутской области в семье крестьянина. Русский. В 1924 году окончил 2 класса сельской школы. До войны работал в колхозе им. Ленина столяром-плотником. Осенью и зимой строил дома, фермы, конюшни, амбары. А с началом страды работал на сенокосилке, на жатке. Женился Сергей Кондратьевич на Александре Гермогеновне в 1934 году.
С 1932 по 1935 год проходил действительную срочную службу в РККА. Повторно призван 29 июня 1941 года. В действующей армии с августа 1942 года. Воевал на Сталинградском (с 30 сентября 1942 года – Донской, с 15 февраля 1943 года – Центральный, с 20 октября 1943 года – Белорусский, с 24 февраля 1944 года – 1-й Белорусский), 1-м и 4-м Украинских фронтах. Принимал участие в Сталинградской битве, Орловской, Брянской, Гомельско-Речицкой, Львовско-Сандомирской, Карпатско-Дуклинской, Западно-Карпатской и Моравско-Остравской наступательных операциях. В боях трижды был ранен.
В бою под городом Сталинград сержант С. К. Суханов со своим расчётом при отражении контратаки противника уничтожил до 10 немецких солдат. В бою был ранен, но продолжал выполнять боевую задачу. Приказом командира полка награждён медалью «За отвагу».
В ходе Львовско-Сандомирской наступательной операции командир расчёта 82-мм миномёта 971-го стрелкового полка (273-я стрелковая дивизия, 3-я гвардейская армия, 1-й Украинский фронт) старший сержант Суханов С. К. с подчинёнными в июле 1944 года одним из первых форсировал реку Западный Буг в районе населённого пункта Грудэк (4 км юго- восточнее города Грубешув, Польша), огнём из миномёта уничтожил пулемёт противника и прикрыл переправу стрелковых подразделений. В бою за расширение плацдарма истребил до 10 гитлеровцев.
Приказом командира 273-й стрелковой дивизии от 7 августа 1944 года старший сержант Суханов Сергей Кондратьевич награждён орденом Славы 3-й степени.
В ходе дальнейшего наступления при форсировании реки Висла севернее города Сандомир (ныне Свентокшиское воеводство, Польша) в начале августа 1944 года С. К. Суханов переправил расчёт на подручных средствах на западный берег реки и вступил в бой по удержанию плацдарма. Принял командование взводом вместо раненого офицера. Уверенно управлял огнём взвода при отражении контратак противника. В бою был тяжело ранен и впоследствии эвакуирован в госпиталь. Командиром полка представлен к награждению орденом Отечественной войны 1-й степени.
Приказом командира 273-й стрелковой дивизии от 25 августа 1944 года старший сержант Суханов Сергей Кондратьевич награждён вторым орденом Славы 3-й степени.
После излечения был направлен для дальнейшего прохождения службы в 207-й гвардейский стрелковый полк 70-й гвардейской стрелковой дивизии. С началом Моравско-Остравской наступательной операции 10 марта 1945 года при прорыве обороны противника в районе села Павловице (ныне Пщинский повят Силезского воеводства, Польша) расчёт С. К. Суханова уничтожил 3 огневые точки и до 15 немецких солдат. В дальнейшем, в ходе отражения контратаки противника западнее населённого пункта, огнём миномёта было уничтожено ещё 8 солдат врага. Приказом командира дивизии С. К. Суханов был награждён орденом Красной Звезды.
Командир миномётного расчёта 207-го гвардейского стрелкового полка (70-я гвардейская стрелковая дивизия, 38-я армия, 4-й Украинский фронт) гвардии старший сержант Суханов С. К. 16-18.4.1945 в районе города Моравска- Острава (Острава, Чехословакия) в боевых порядках пехоты форсировал реку Одра, в течение дня с расчётом отразил 7 контратак противника, уничтожил много его солдат, 2 взял в плен.
Приказом командира 70-й гвардейской стрелковой дивизии гвардии полковника Грединаренко Л. И. от 17 мая 1945 года гвардии старший сержант Суханов Сергей Кондратьевич награждён третьим орденом Славы 3-й степени.
В сентябре 1945 года демобилизован. Вернулся в родное село Казачинское. Работал в колхозе.
Указом Президиума Верховного Совета СССР от 19 августа 1955 года в порядке перенаграждения Суханов Сергей Кондратьевич награждён орденами Славы 2-й и 1-й степеней.
С 1 июня 1968 года – на пенсии.
Умер в 1988 году. Похоронен в селе Казачинское Казачинско-Ленский район Иркутская область.

## Награды
- Орден Отечественной войны I степени (11.03.1985)[6]
- орден Красной Звезды (22.03.1945)[7];
- Полный кавалер ордена Славы:
  - орден Славы I степени (19.08.1955)[8];
  - орден Славы II степени (19.08.1955)[9];
  - орден Славы III степени (07.08.1944)[10];
- медали, в том числе:
  - «За отвагу» (03.06.1944)[11];
  - «За оборону Сталинграда» (22.12.1942)[12];
  - «За освобождение Праги» (9.6.1945)[13];
  - «В ознаменование 100-летия со дня рождения Владимира Ильича Ленина» (6 апреля 1970)
  - «За победу над Германией в Великой Отечественной войне 1941—1945 гг.» (9 мая 1945[14])[15];

- - «20 лет Победы в Великой Отечественной войне 1941—1945 гг.» (7 мая 1965[16])
  - «30 лет Победы в Великой Отечественной войне 1941—1945 гг.»[17]
  - 40 лет Победы в Великой Отечественной войне 1941—1945 гг.[18]
  - Юбилейная медаль «50 лет Победы в Великой Отечественной войне 1941—1945 гг.»[19]
  - «30 лет Советской Армии и Флота»[20]
  - «40 лет Вооружённых Сил СССР»[21]
  - «50 лет Вооружённых Сил СССР» (26 декабря 1967[22])
- Знак «25 лет победы в Великой Отечественной войне» (1970)

## Память
- На могиле установлен надгробный памятник
- Его имя увековечено в Главном Храме Вооружённых сил России, и навсегда запечатлено на мемориале «Дорога памяти»
- В селе Казачинское на доме, в котором жил С. К. Суханов, установлена мемориальная доска. * * Его портрет установлен на мемориале погибшим землякам.